# Brauhausstraße 4 (Merkendorf)
Das ehemalige Ackerbürgerhaus Brauhausstraße 4 ist ein zweigeschossiger giebelständiger Satteldachbau in der Brauhausstraße 4 der Stadt Merkendorf im Fränkischen Seenland (Mittelfranken). Das Gebäude steht unter Denkmalschutz.

## Bau
Das Gebäude stammt im Kern aus dem 17. Jahrhundert. Im Jahr 1913 wurde die Fassade mit Ornamenten gestaltet. An der Nordseite des Hauses befindet sich ein traufständig zur Straße angebauter Stadel.
Das Anwesen war früher das „Kommunalbräuhaus“.